# Ian Smith
Ian Douglas Smith (Shurugwi, 8 de Abril de 1919 - Cidade do Cabo, 20 de Novembro de 2007) foi um político, fazendeiro e militar que serviu como primeiro-ministro da colónia britânica da Rodésia do Sul entre 13 de Abril de 1964 e 11 de Novembro de 1965 e depois primeiro-ministro da Rodésia, depois da Declaração Unilateral de Independência, em 11 de Novembro de 1965, até 1 de Junho de 1979.
Ian Smith nasceu numa pequena cidade mineira da antiga Rodésia e serviu como piloto na força aérea britânica durante a Segunda Guerra Mundial.
Durante os anos 60, foi concedida a independência de todas as colónias britânicas na África. A Rodésia procurou também a sua independência, mas o governo britânico não concordou porque pretendia um governo negro a reger os rumos do país. A alternativa à independência, seria uma continuação do status-quo, onde os brancos constituíam a classe dominante.
Contrário à participação da população negra no poder (uma minoria de 200 mil brancos contra uma população maioritária de mais de cinco milhões de negros), sancionada na Constituição de 1961, Ian Smith fundou nesse ano a Frente Rodesiana. Após sua vitória eleitoral, ascendeu ao cargo de ministro das Finanças (até 1964), passando a chefe de Governo e ministro da Defesa nesse mesmo ano. Em 1965, proclamou unilateralmente a independência da Rodésia, não reconhecida pela Grã-Bretanha e provocou de imediato sanções internacionais, incluindo as primeiras sanções económicas da história das Nações Unidas, conduzidas em grande parte pela Grã-Bretanha, pela OUA, e mesmo o governo da África do Sul do apartheid, que apoiava clandestinamente mas não reconhecia o novo Estado.
As sanções das Nações Unidas eram bastante severas e envolviam todas as transacções comerciais e financeiras com a Rodésia.
Entretanto, em 1971, a oposição negra foi ficando mais intensa e surgem os primeiros ataques dos guerrilheiros rebeldes, em diversas propriedades rurais de brancos. Estava marcado o início da Guerra Civil da Rodésia. Grande parte das movimentações dos guerrilheiros, possuía estruturas de apoio em países vizinhos, com destaque para Moçambique.
Durante a longa guerra civil que se seguiu, Smith teve de combater as guerrilhas de Robert Mugabe e Joshua Nkomo e a intervenção exterior. O isolamento internacional intensifica-se após a independência de Moçambique em 1975, e também devido a um recuo do apoio sul-africano. As sanções económicas estrangulavam cada vez mais o país, ao mesmo tempo que as forças rebeldes começavam a tomar a dianteira na guerra.
Em 1978, viu-se forçado a aceitar a entrada de membros negros no governo e a minoria branca encara pela primeira vez um acordo político com alguns partidos negros, mas garantindo 28/100 dos assentos do parlamento para os brancos, o controlo das forças armadas e o poder judicial. Um ano mais tarde, são realizadas as primeiras eleições multi-raciais e o país muda de nome para Zimbabwe-Rodésia. Teria que ceder seu cargo ao líder da oposição moderada, Abel Muzorewa (chefe de Governo entre maio e dezembro de 1979). No ano de 1980, ocorrem umas segundas eleições e Robert Mugabe sobe ao poder.

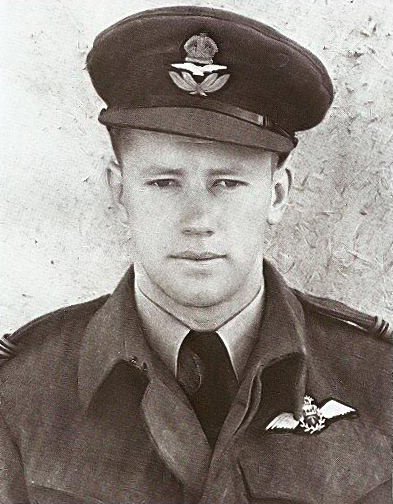
Ian Smith enquanto piloto da RAF.

Sua influência diminuiu consideravelmente no Zimbabwe independente, ainda que tenha sido ministro sem pasta em 1979-1980, durante o governo de transição.  Ele permaneceu na política ativa no Zimbabué e membro do parlamento até 1987 quando Robert Mugabe eliminou do parlamento as vagas reservadas à minoria branca do Zimbabwe.
Nos últimos anos da sua vida, ele costumava chamar a atenção para o estado do Zimbabwe, com o seu declínio económico e instabilidade política como prova de que ele estava certo. Ele tornou público o que pensava nas suas memórias intituladas 'A Grande Traição.' Numa entrevista à BBC em 1998, Ian Smith explicava assim o conflito sangrento que se seguiu à autoproclamação da independência em 1965:
"A guerra civil foi causada por indivíduos que deixaram o país e que foram sujeitos a uma lavagem cerebral na Rússia e na China. Eram pessoas com sede do poder e que queriam tomar as suas rédeas e que não quiseram esperar pela evolução normal das coisas"
Ian Smith afirmou em várias ocasiões que a população da antiga Rodésia, brancos e negros, teriam tido um futuro melhor sob a sua administração do que a de Robert Mugabe e o Partido Zanu-PF, que ficou no poder. O ex-primeiro-ministro da antiga Rodésia, Ian Smith, morreu aos 88 anos de idade na sua residência da Cidade do Cabo, na África do Sul.
A reacção à sua morte foi mista, com os seus antigos inimigos a descrevê-lo como um racista sem remorsos e os seus apoiantes a designá-lo como um homem de convicções fortes.